# Hilbesheim
Hilbesheim är en kommun i departementet Moselle i regionen Grand Est (tidigare regionen Lorraine) i nordöstra Frankrike. Kommunen ligger i kantonen Fénétrange som tillhör arrondissementet Sarrebourg. År 2022 hade Hilbesheim 615 invånare.

## Befolkningsutveckling
Antalet invånare i kommunen Hilbesheim
| Referens: INSEE |